# Take a Bow (Rihanna)
"Take a Bow" je pjesma babarbadoške pjevačice Rihanne. Objavljena je kao peti singl s albuma Good Girl Gone Bad  uopšeno, ali prvi singl s albuma Good Girl Gone Bad: Reloaded.

## Popis pjesama
| SAD promotivni CD singl (DEFR16884-2) 1. "Take a Bow" (albumska inačica) - 3:46 2. "Take a Bow" (Instrumental) - 3:46 Međunarodni CD Singl (1774172) 1. "Take a Bow" (albumska inačica) - 3:46 2. "Don't Stop the Music" (Solitaire's More Drama Remix) - 8:08 GR prilagođeni CD singl (602517719262) 1. "Take a Bow" (albumska inačica) - 3:46 2. "Don't Stop the Music" (Solitaire's More Drama Remix) - 8:08 3. "Take a Bow" (Instrumental) - 3:46 4. "Take a Bow" (spot) GR 12" vinilni picture disk (1773578) Strana A & B 1. "Take a Bow" (albumska inačica) - 3:46 2. "Don't Stop the Music" (Solitaire's More Drama Remix) - 8:08 | EU promotivni CD singl (RIBOWCDX1) 1. "Take a Bow" (Seamus Haji & Paul Emanuel Radio Edit) – 3:56 2. "Take a Bow" (Tony Moran & Warren Rigg Encore Radio Edit) – 4:02 3. "Take a Bow" (Groove Junkies Moho Radio Edit) – 3:52 4. "Take a Bow" (Subkulcha Radio Edit) – 4:21 5. "Take a Bow" (Seamus Haji & Paul Emanuel Club) – 8:34 6. "Take a Bow" (Tony Moran & Warren Rigg Encore Club) – 9:18 7. "Take a Bow" (Groove Junkies Moho Club) – 7:21 8. "Take a Bow" (Subkulcha Club) – 6:16 9. "Take a Bow" (Groove Junkies Moho Dub) – 6:42 10. "Take a Bow" (Groove Junkies Moho Dubstrumental) – 6:42 Digitalni CD Remiski 1. "Take a Bow" (Seamus Haji & Paul Emanuel Club Mix) – 8:34 2. "Take a Bow" (Tony Moran & Warren Rigg's Encore Club Mix) – 9:18 3. "Take a Bow" (Groove Junkies MoHo Club Mix) – 7:21 4. "Take a Bow" (Subkulcha Club Mix) – 6:16 5. "Take a Bow" (Groove Junkies Moho Dub) – 6:41 Glee 1. "Take a Bow" (Glee Cast) |

## Top ljestvice
| Chart (2008)                                | Peak position |
| ------------------------------------------- | ------------- |
| Australija                                  | 3             |
| Austrija                                    | 6             |
| Belgija (Flandrija)                         | 13            |
| Belgija (Valonija)                          | 15            |
| Kanada                                      | 1             |
| Danska                                      | 1             |
| Nizozemska                                  | 10            |
| Europa                                      | 3             |
| Finska                                      | 17            |
| Francuska                                   | 12            |
| Njemačka                                    | 6             |
| Irska                                       | 1             |
| Italija                                     | 45            |
| Novi Zeland                                 | 2             |
| Norveška                                    | 5             |
| Slovačka                                    | 1             |
| Švedska                                     | 12            |
| Švicarska                                   | 7             |
| Turska                                      | 6             |
| Ujedinjeno Kraljevstvo                      | 1             |
| SAD Billboard Hot 100                       | 1             |
| SAD Billboard Pop Songs                     | 1             |
| SAD Billboard Pop 100                       | 2             |
| SAD Billboard Hot Dance Club Play           | 14            |
| SAD Billboard Hot R&B/Hip-Hop Songs         | 1             |
| SAD Billboard Hot Adult Contemporary Tracks | 30            |